# When the Twilight Set in Again
When The Twilight Set In Again – album zespołu Asgaard wydany w 1998 roku nakładem wytwórni Mystic Production.

## Lista utworów
1. "Mournful Suite Of Dreams" – 07:36
2. "When The Twilight Set In Again" – 04:40
3. "Legend Of Passing" – 04:27
4. "Sirens" – 05:35
5. "1168" – 04:59
6. "Night Of Desire" – 06:19
7. "Nameless Land Of Streams" – 09:27

## Twórcy
- Roman Gołębiowski - perkusja
- Bartłomiej Kostrzewa - gitara, śpiew
- Wojciech Kostrzewa - instrumenty klawiszowe
- Jacek Monkiewicz - gitara basowa
- Paweł Nafus - gitara
- Małgorzata Raźniak - flet, śpiew
- Honorata Stawicka - skrzypce